# Багрицкий, Всеволод Эдуардович
Все́волод Эдуа́рдович Багри́цкий (19 апреля 1922, Одесса — 26 февраля 1942) — русский советский литератор, поэт и журналист, военный корреспондент. При жизни его стихи почти не публиковались.

## Биография
Родился 19 апреля 1922 года. Отец — поэт Эдуард Багрицкий, мать — Лидия Суок. В 1926 году семья Багрицких переехала в Кунцево. Учась в школе, Всеволод работал литературным консультантом «Пионерской правды». В школе же познакомился и подружился с Еленой Боннэр. Родители Багрицкого называли её «наша законная невеста».
Его мать была арестована в 1937 году, а затем сослана в карагандинские лагеря за попытку заступиться за арестованного мужа сестры — В. И. Нарбута.
В 1938 году Багрицкий выдавал знакомым неопубликованное стихотворение арестованного Осипа Мандельштама «Мой щегол, я голову закину…» за своё, а также переписал его. Возможно, это стихотворение молодой Багрицкий узнал от своего дяди В. И. Нарбута. Разоблачил его Корней Чуковский, знавший текст Мандельштама из письма самого автора. Повторно плагиат Багрицкого всплыл уже после его гибели, в 1963 году, когда «Щегол» был впервые опубликован в сборнике «Имена на поверке» (стихи советских поэтов, павших на Великой Отечественной войне) под именем Багрицкого. После письма в редакцию Надежды Мандельштам Лидия Багрицкая выступила с публичным опровержением авторства своего сына. Несмотря на это опровержение и публикацию этого текста в СССР уже как мандельштамовского, в 1978 году в сборнике «Бессмертие» «Щегол» был вновь напечатан как стихотворение Всеволода Багрицкого.
Зимой 1939—1940 годов поступил в театральную студию, руководимую А. Н. Арбузовым и В. Н. Плучеком. Принимал активное участие в написании и постановке пьесы «Город на заре».
С 1940 года учился в Московской Государственной театральной студии и работал в «Литературной газете».
В 1940 году непродолжительное время состоял в браке с Мариной Владимировной Филатовой.

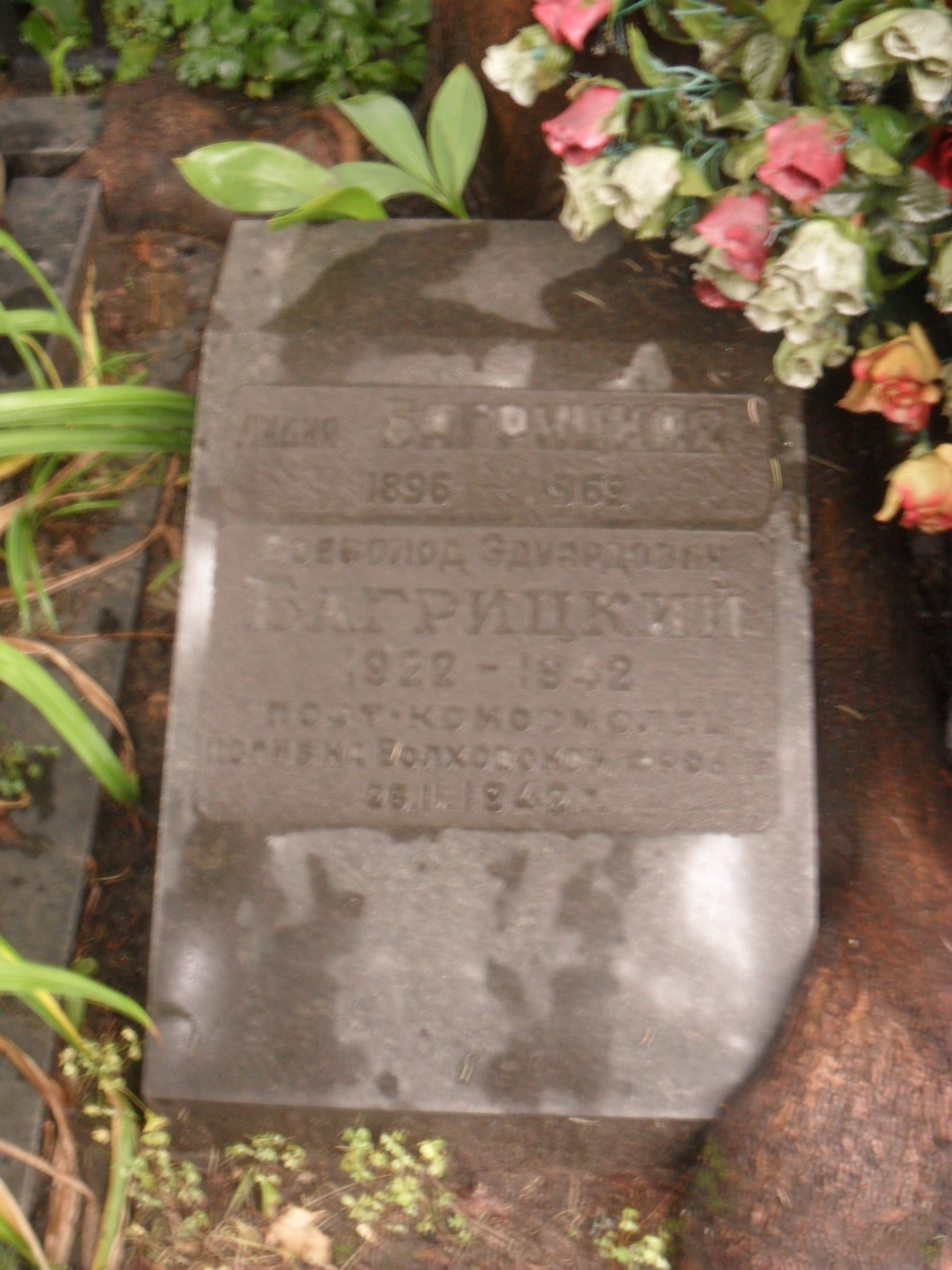
Могила Багрицкого на Новодевичьем кладбище.

С первых дней войны добивался отправки на фронт, хотя был снят с воинского учёта из-за сильной близорукости. В октябре 1941 года он, освобожденный от воинской службы по состоянию здоровья, был эвакуирован в Чистополь. В январе 1942 года после настойчивых просьб получил назначение в газету «Отвага» 2-й Ударной армии Волховского фронта.
Погиб при выполнении боевого задания 26 февраля 1942 года в деревне Дубовик Ленинградской области. Похоронен на Новодевичьем кладбище Москвы.

## Память
- В 1958 году вышел сборник стихов погибших поэтов «Стихи остаются в строю», куда вошли и произведения Багрицкого.
- В 1964 году вышла книга «Дневники. Письма. Стихи», составленная из рукописей, сохранённых матерью поэта Л. Г. Багрицкой, критиком К. Л. Зелинским и другими близкими людьми. Елена Боннэр была также одним из составителей книги о своём друге и однокласснике[13].
- В Российском государственном архиве литературы и искусства (РГАЛИ) имеется фонд В. Э. Багрицкого, включающий рукописи его стихов и очерков, документы, переписку, статьи о нём, материалы для книги 1964 года и др.[14].